# 安城郡 (北周)
安城郡，中国南北朝时设置的郡。
北周改涪城郡置安城郡。治所在涪城县（今四川省三台县西北）。下辖涪城县一县。与巴山郡、万安郡、潼川郡属潼州。隋文帝开皇三年（583年）废安城郡，涪城县改名安城县，直属潼州。